# Lulia
Lulia  (лат.) — род двудольных трав семейства Астровые (Asteraceae). Включает в себя единственный биологический вид Lulia nervosa.

## Название
В 1980 году парагвайский ботаник Эльза Матильда Зардини в статье, опубликованной в Boletin de la Sociedad Argentina de Botanica, реклассифицировала вид Trichocline nervosa Less. (1832), выделив его в отдельный род Lulia. Род назван в честь испанского ботаника Анхеля Лулио Кабреры (1908—1999), работавшего в Аргентине и внёсшего большой вклад в изучение растений семейства Астровые.
В синонимику вида Lulia nervosa входят следующие названия:
- Trichocline nervosa Less. (1832)basionym
- Vernonia araujoa H.Rob.

## Распространение и описание
Lulia nervosa — эндемик Бразилии. Растение распространено преимущественно на юго-востоке этой страны, растёт на сфагнумных болотах.
Многолетнее травянистое растение с хорошо развитым стеблем. Соцветие — корзинка.